# Cultroribula argentinensis
Cultroribula argentinensis är en kvalsterart som beskrevs av Balogh och Csiszár 1963. Cultroribula argentinensis ingår i släktet Cultroribula och familjen Astegistidae. Inga underarter finns listade i Catalogue of Life.